# Tsuyoki mono yo
„Tsuyoki mono yo” (jap. 強き者よ) – debiutancki singel japońskiego zespołu SKE48, wydany w Japonii 5 sierpnia 2009 roku przez Lantis.
Singel został wydany w dwóch edycjach: regularnej oraz „teatralnej”. Osiągnął 5 pozycję w rankingu Oricon i pozostał na liście przez 6 tygodni, sprzedał się w nakładzie 27 259 egzemplarzy. Utwór tytułowy został wykorzystany jako drugi ending anime Shin Magaziner Shōgeki! Z-hen.

## Lista utworów
Wszystkie utwory zostały napisane przez Yasushiego Akimoto.

### Wersja regularna
| CD  | | | |      |
| Nr  | Tytuł | Kompozycja | Aranżacja | Czas |
| 1.  | „Tsuyoki mono yo” (jap. 強き者よ)                                                                               | Kōji Ueda | Yūichi "Masa" Nonaka                                                                                            |      |
| 2.  | „Tsuyoki mono yo” (jap. 強き者よ) (off vocal)                                                                   | Kōji Ueda | Yūichi "Masa" Nonaka                                                                                            |      |
| DVD | | | |      |
| Nr  | Tytuł | Tytuł | Tytuł | Czas |
| 1.  | „Daiichikai SKE48 vs AKB48 Gachinko Battle” (jap. 第一回 SKE48 vs AKB48 ガチンコバトル)                         | „Daiichikai SKE48 vs AKB48 Gachinko Battle” (jap. 第一回 SKE48 vs AKB48 ガチンコバトル)                         | „Daiichikai SKE48 vs AKB48 Gachinko Battle” (jap. 第一回 SKE48 vs AKB48 ガチンコバトル)                         |      |
| 2.  | „Iwai SKE48 CD Debut AKB48 Maeda Atsuko oiwai Comment” (jap. 祝 SKE48 CDデビュー AKB48 前田敦子 お祝いコメント) | „Iwai SKE48 CD Debut AKB48 Maeda Atsuko oiwai Comment” (jap. 祝 SKE48 CDデビュー AKB48 前田敦子 お祝いコメント) | „Iwai SKE48 CD Debut AKB48 Maeda Atsuko oiwai Comment” (jap. 祝 SKE48 CDデビュー AKB48 前田敦子 お祝いコメント) |      |

### Wer. teatralna
| CD  |                                                       |                                                       |                                                       |      |
| Nr  | Tytuł                                                 | Kompozycja                                            | Aranżacja                                             | Czas |
| 1.  | „Tsuyoki mono yo” (jap. 強き者よ) (Team S version)    | Kōji Ueda                                             | Yūichi "Masa" Nonaka                                  |      |
| 2.  | „Tsuyoki mono yo” (jap. 強き者よ) (Team KII version)  | Kōji Ueda                                             | Yūichi "Masa" Nonaka                                  |      |
| 3.  | „Tsuyoki mono yo” (jap. 強き者よ) (off vocal)         | Kōji Ueda                                             | Yūichi "Masa" Nonaka                                  |      |
| DVD |                                                       |                                                       |                                                       |      |
| Nr  | Tytuł                                                 | Tytuł                                                 | Tytuł                                                 | Czas |
| 1.  | „Tsuyoki mono yo” (jap. 強き者よ) (Music Video)       | „Tsuyoki mono yo” (jap. 強き者よ) (Music Video)       | „Tsuyoki mono yo” (jap. 強き者よ) (Music Video)       |      |
| 2.  | „Making of Tsuyoki mono yo” (jap. Making of 強き者よ) | „Making of Tsuyoki mono yo” (jap. Making of 強き者よ) | „Making of Tsuyoki mono yo” (jap. Making of 強き者よ) |      |

## Skład zespołu
- Team S: Jurina Matsui (środek), Masana Ōya, Haruka Ono, Mizuki Kuwabara, Rina Shinkai, Tsukina Takai, Shiori Takada, Aki Deguchi, Yūka Nakanishi, Rikako Hirata, Kanako Hiramatsu, Rena Matsui, Yui Matsushita, Sayuki Mori, Kumi Yagami, Moe Yamashita
- Team KII: Ririna Akaeda, Airi Furukawa, Yuri Ichihara, Shiori Iguchi, Anna Ishida, Tomoko Katō, Momona Kitō, Eiko Maeda, Rina Matsumoto, Manatsu Mukaida, Makiko Saitō, Mieko Satō, Seira Satō, Akane Takayanagi, Mikoto Uchiyama, Reika Yamada

## Notowania
| Lista                       | Pozycja |
| --------------------------- | ------- |
| Oricon Weekly Singles Chart | 5       |
| Billboard Japan Hot 100     | 91      |